# Forum für Künstlernachlässe
Das Forum für Künstlernachlässe Hamburg (FKN), früher Forum für Nachlässe von Künstlerinnen und Künstlern, ist ein gemeinnütziger Verein zur Erhaltung künstlerischer Nachlässe mit direktem Bezug zu Hamburg. Vorsitzende ist die Kulturwissenschaftlerin Gora Jain. Der Vereinssitz befindet sich im Künstlerhaus Sootbörn in Hamburg-Niendorf. Die Umbenennung des Vereins erfolgte am 24. September 2013.

## Beschreibung
Der Verein wurde 2003 gegründet, um Nachlässe von bildenden Künstlern Hamburgs möglichst als Einheit zu erhalten bzw. einen repräsentativen Ausschnitt zu sichern. Neben der sachgerechten Aufbewahrung steht die wissenschaftliche Aufarbeitung und Ausstellung der Werke in Verbindung mit aktueller Kunst im Vordergrund.
Da viele Künstlernachlässe nach dem Tod ihrer Schöpfer der Nachwelt verlorengehen etwa durch inadäquate Lagerung und/oder mangels Sachkenntnis, gründeten Hamburger Kunsthistoriker, Historiker, Künstler, Erben von Kunst und Kunstinteressierte den Verein. Das Ziel ist die Bewahrung und Veröffentlichung dieses wichtigen Bausteins des gesamtkulturellen Erbes.
Jährlich finden mindestens zwei hauseigene Ausstellungen sowie zahlreiche Veranstaltungskooperationen mit anderen Ausstellungshäusern statt.
Seit 2008 arbeitet das FKN mit der Kultur-Datenbank DigiCULT zusammen und agiert dadurch in einem weitreichenden digitalen Netzwerk zusammen mit Museen und anderen Kulturinstitution zur Archivierung und Sichtbarmachung von Kunst- und Kulturobjekten. Das FKN ist Mitglied im Bundesverband Künstlernachlässe.

## Erfasste Nachlässe und Vorlässe
Eine Auswahl von Künstlern, deren Nach- bzw. Vorlässe das Forum übernommen hat:
- Friedrich Ahlers-Hestermann (17. Juli 1883 – 11. Dezember 1973)
- Tatiana Ahlers-Hestermann (28. März 1919 – 30. Januar 2000)
- Hans-Günther Baass (22. März 1909 – 12. Dezember 1991)
- Alma del Banco (24. Dezember 1862 – 8. März 1943)
- Anna Bardi (1938–2012)
- Dirk Becker (* 1942)
- Hubert Behérycz (1916–1980)
- Christoph Böllinger (1939–2016)
- Reni Buček Reithmaier (* 1947)
- Heidrun Borgwart (2. Juli 1934 – 30. April 2024)
- Wlodek Bzowka (21. Juni 1979 – 26. Dezember 2007)
- Gerhard Dancker (1925–2006)
- Helene Dettmann (1928–2022)
- Roman Feierstein (1926–2017)
- Michael Fessel (1943–2000)
- Wolfgang Finck (1945–2011)
- Gisela Floto (* 8. September 1946)
- Arie Goral (16. Oktober 1909 – 23. April 1996)
- Wolfgang Hartmann (1928 – 1. Dezember 2013)
- Gerhard Hausmann (15. September 1922 – 23. Juni 2015)
- Günther Helm (1935–2022)
- Werner Homuth (1934–2008)
- Alfred Jensen (15. August 1897 – 4. Juli 1960)
- Margrit Kahl (1942–2009)
- Elk Knaake (* 1942)
- Christoph Krämer (24. Februar 1948 – 14. Februar 2010)
- Klaus Kröger (25. Dezember 1920 – 10. November 2010)
- Jens Lausen (18. August 1937 – 13. Juni 2017)
- Gerhild Pohl-Liebenberg (1948–2015)
- Heinz Lilienthal (1927 – 6. Juni 2006)
- Ellen Lindner (1898–1977)
- Franz Lindner (1895–1945)
- Peter Lindner (1924–2021)
- Peter Luksch (1901–1988)
- Rudolf Mahler (6. Dezember 1905 – 3. Juni 1995)
- MAKSA (Ljubov Maksjutina) (16. Februar 1957 – 29. August 2012)
- Aliute Mečys (1943–2013)
- Erika Mintel (15. April 1938 – 1990)
- Christiane Nockemann (19. März 1942 – 6. August 2021)
- Werner Nöfer (* 1937)
- Peter F. Piening (* 1942)
- Alexandra Povòrina (26. Februar 1885 – 23. Dezember 1963)
- Kurt Prignitz (1914–1983)
- Gabriele Quasebarth (15. Mai 1956 – 1986)
- Albert Christoph Reck (25. Juli 1922 – 20. Mai 2019)
- Franz Reckert (27. Mai 1914 – 13. Januar 2004)
- Pavel Richtr (* 1942)
- Burkhardt Rokahr (* 18. Mai 1947)
- Claus J. Schmidt (1945–2019)
- Heinrich Schilinzky (6. Oktober 1923 – 21. September 2009)
- Heinz Schrand (23. August 1926 – 25. April 2017)
- Gustav Berthold Schröter (21. Juli 1901 – 1992)
- Christopher Schultz-Brummer (1940–2022)
- Hannes Schultze-Froitzheim (30. Juni 1904 – 10. Oktober 1995)
- Ingeborg Sello (24. Januar 1916 – 5. Mai 1982)
- Gerdt Marian Siewert (25. März 1920 – 1. November 1992)
- Ljubow Simonenko (* 1927)
- Anna Simonenko (1953–?)
- Margrit von Spreckelsen (* 1940)
- Britta Türck (1961–2009)
- Horst Villwock (1. April 1927 – 5. September 2012)
- Irma Weiland (1908 – 1. September 2003)
- Marianne Weingärtner (15. März 1917 – 9. März 1995)
- Karl-Heinz Westphal (26. Dezember 1946 – 27. Juli 1978)
- Ursula Wulff (15. Dezember 1927 – 28. November 2022)

## Ausstellungen (Auswahl)
- 2006: Alexandra Povòrina (1885–1963): Gemälde, Zeichnungen und Collagen
- 2006: Else Weber (1893–1994)
- 2007: Gustav Berthold Schröter (1901–1992): Zeichnungen, Aquarelle, Papierreliefs. Im Werkdialog mit Roland Helmus, Klaus Kröger und Pavel Richtr.
- 2007: Hans-Günther Baass (1909–1991): Ein Hamburger Maler. Im Werkdialog mit Linda McCue, Stefan Oppermann, Dennis Scholl und Dieter Vieg.
- 2011: Wlodek Bzowka (1979–2007) – Digitale Impulse.
- 2011: Gerdt Marian Siewert (1920–92): Vom Chronisten der Bühnenwelt zum Kritiker der Weltbühne.
- 2008: Ingeborg Sello (1916–1982) Atelierbesuche – Fotografien. Im Werkdialog mit Volker Lang und Rainer Müller-Tombrink.
- 2008: Irma Weiland (1908–2003): Werkschau anlässlich des 100. Geburtstages der Künstlerin
- 2009: Heinz Lilienthal (1927–2006): Kunst am Bau in Glas, Stein, Beton und Metall. Im Werkdialog mit Objekten von Volker Lang.
- 2010: Eine Hamburger Künstlerfamilie: Friedrich Ahlers-Hestermann • Alexandra Povòrina • Tatiana Ahlers-Hestermann.
- 2012: Hannes Schultze-Froitzheim (1904–1995) – Wege in die Abstraktion. Im Dialog mit Objekten von Heinrich Eder.
- 2013: Jens Lausen (1937–2017) – Der leere Raum
- 2014: Anna Bardi (1938–2012): Schönheit im Vergänglichen. Im Dialog mit Arbeiten der Hamburger Künstlerin Gesa Lange (* 1972)
- 2018: Humor und Subversion: Franz Reckert, Heinrich Schilinzky, Gerdt M. Siewert, Horst Villwock. Künstlerhaus Sootbörn.
- 2019: RaumKörperBewegung – Dynamik als künstlerisches Prinzip: Margrit Kahl, Elk Knaake, Peter F. Piening. Künstlerhaus Sootbörn.
- 2021: Vergessen, Torhaus Wellingsbüttel. Mit Werke von Bert Düerkop, Arie Goral, Klaus Kröger, Alexandra Povòrina, Burkhardt Vernunft, Marianne Weingärtner, Karl Heinz Wienert.
- 2022: Schnittzeichen: Alma del Banco, Gustav Kluge, Rudolf Mahler, Gustav Berthold Schröter, Hannes Schultze-Froitzheim, Margrit von Spreckelsen. Im Dialog mit Ubbo Kügler. Künstlerhaus Sootbörn
- 2023: Margrit Kahl – Das Synagogendenkmal am Bornplatz. Im Dialog mit Irmela Kästners Tanzperformance-Film Platz und einer Audiostation von record-o-mat. Künstlerhaus Sootbörn.

## Publikationen
- Benefiz Auktion, Forum für Künstlernachlässe e. V., Hamburg 2021.
- Entdeckt und Bewahrt! 10 Jahre Forum für Künstlernachlässe mit einem Querschnitt durch die Sammlung. Ausstellungskatalog. Hamburg 2013.
- Hannes Schultze-Froitzheim (1904–95) Wege in die Abstraktion. Hamburg 2012.
- Entdeckt. Werke aus dem Forum für Künstlernachlässe, Hamburg. Ausstellungskatalog der Städtischen Galerie Böblingen. Böblingen 2012.
- Hans-Günther Baass (1909–1991). Retrospektive. Hamburg 2007.
- Else Weber. Retrospektive. Hrsg. vom Forum für Künstlernachlässe und der Martha Pulvermacher Stiftung. Hamburg 2006.
- Ausstellungspremiere. Das Forum für Nachlässe präsentiert Werke von elf Künstlerinnen und Künstlern. Hamburg 2005.